# Витоки струмка Дніприк

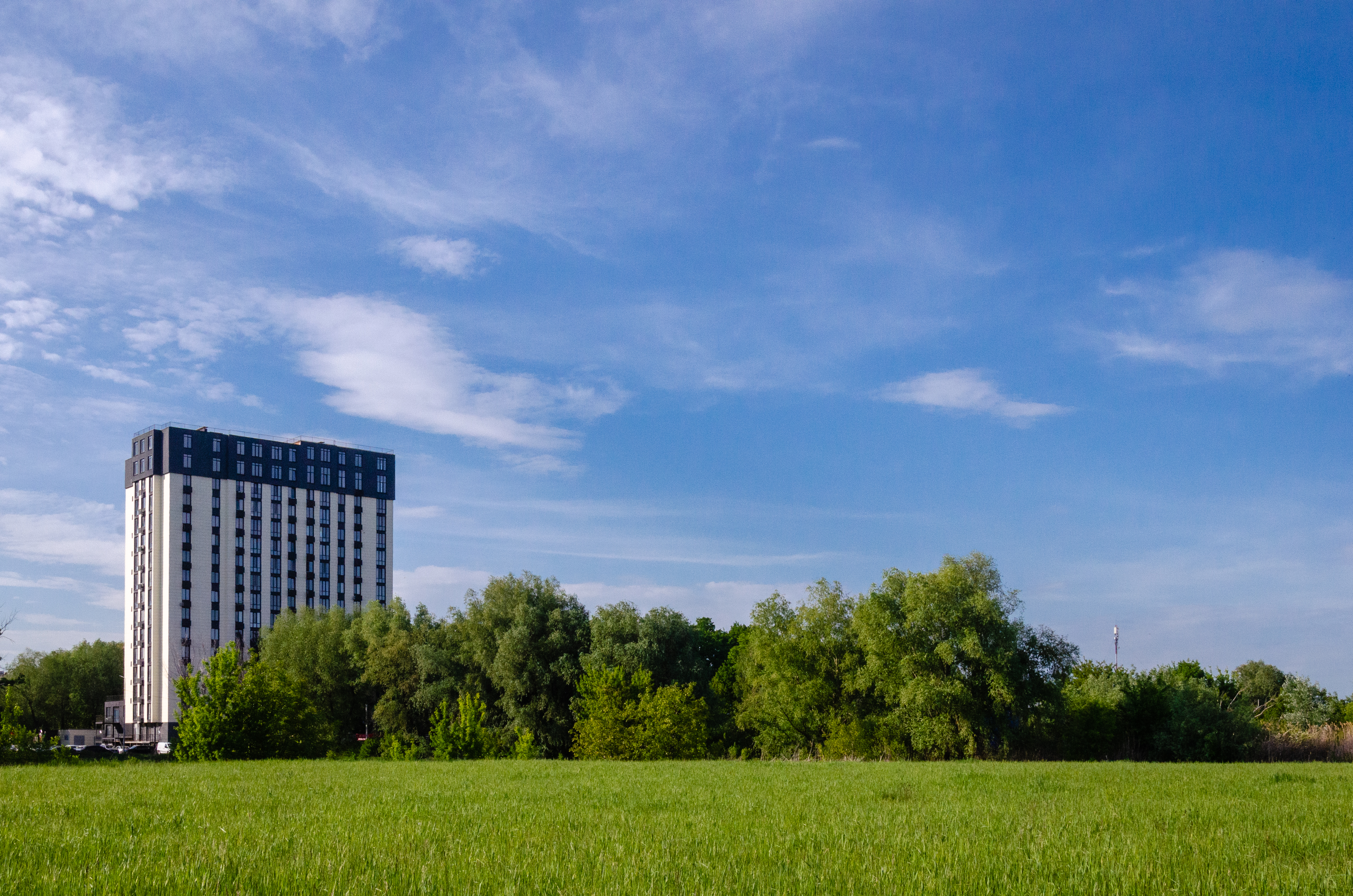
Витоки струмка Дніприк, с. Чабани

Ви́токи струмка́ Дні́прик — ботанічна пам'ятка природи місцевого значення в Україні. Розташована в адміністративних межах Чабанівської селищної ради Києво-Святошинського району Київської області, на території ДП «Дослідне господарство «Чабани» Інституту землеробства НААН України. 
Площа 1,5 га. Статус об'єкту оголошено рішенням Київської обласної ради п'ятого скликання № 391-21-V від 12 грудня 2008 року.

## Опис пам'ятки

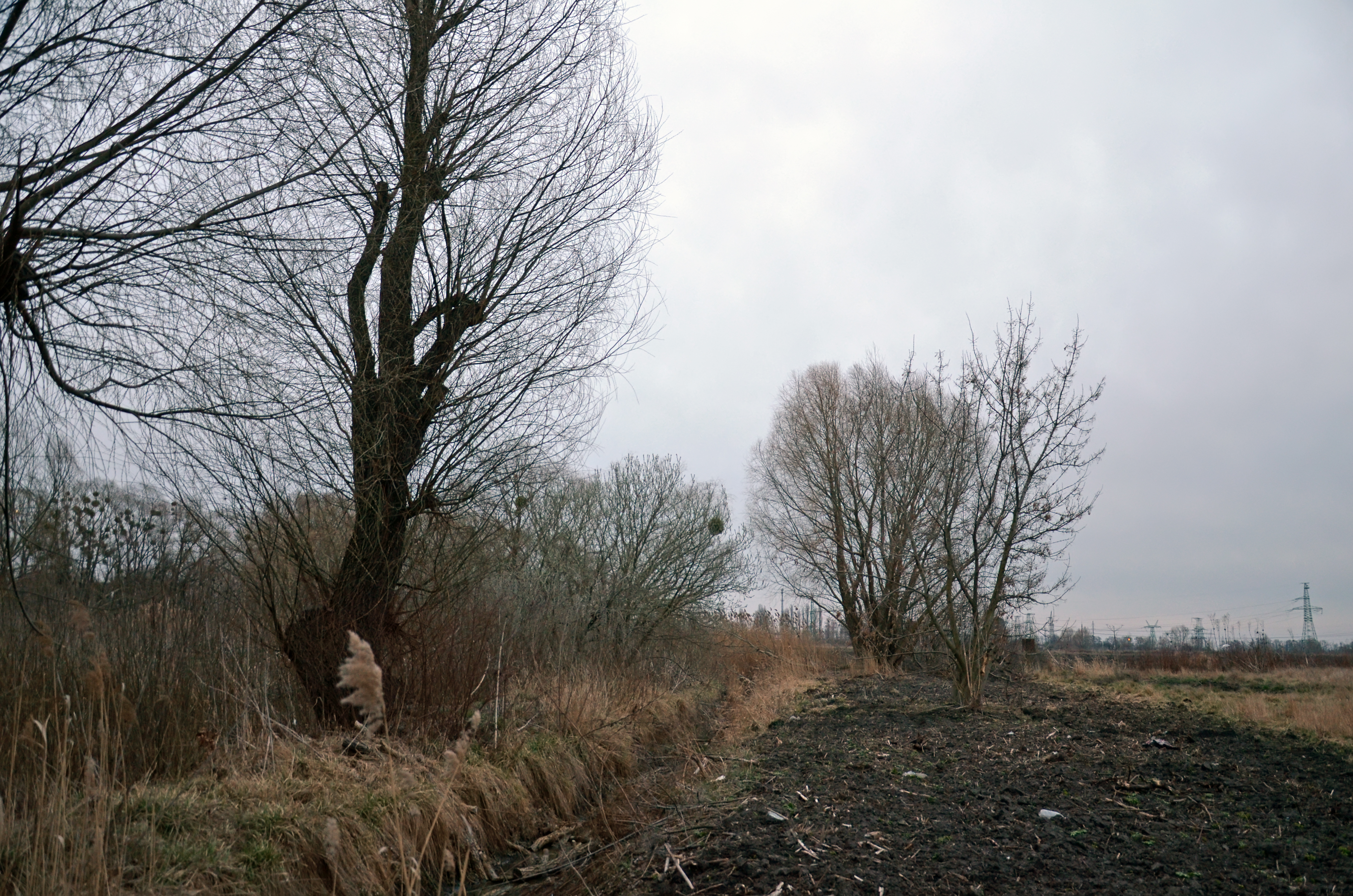
Витоки струмка Дніприк

Урочище включає в себе витоки струмка Дніприк та його прибережні ділянки на південному боці смт Чабани. По берегам струмка розташовані вологі вербові зарості з болотистими луками. Луки представлені угрупованнями осоки гострої. Тут ростуть такі лікарські рослини: мати-й-мачуха та череда трироздільна, а також пальчатокорінник м'ясочервоний – орхідея, занесена до Червоної книги України. Популяція пальчатокорінника повночленна та численна. 
Багатим є і тваринний світ. Тут мешкає декілька видів комах, занесених до Червоної книги України: ксилокопа фіолетова, вусач мускусний. На території об’єкта також зустрічаються квакша звичайна, що охороняється міжнародною Червоною книгою, ропуха зелена, що охоняється Бернською конвенцією. Найбільш чисельною групою тварин на вказаній території є птахи.

## Джерела

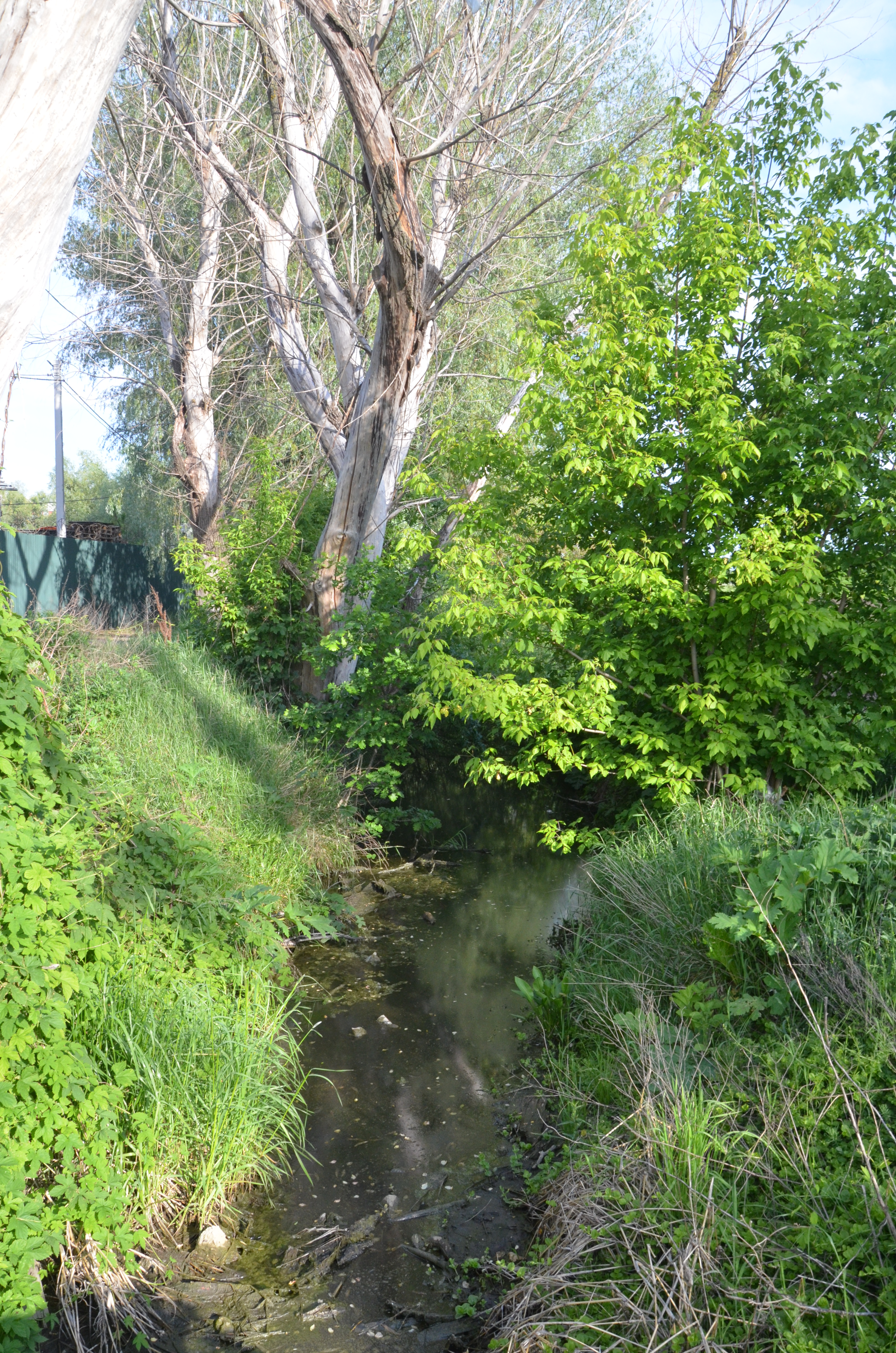
Витоки струмка Дніприк, с. Чабани